# John Trudell
John Trudell (Omaha, Nebraska, 1947―Comtat de Santa Clara, 8 de desembre de 2015) fou cantant i polític indi d'ètnia sioux, que del 1963 al 1967 va lluitar a Vietnam. Fou portaveu de l'Indian of All Tribes Occupation of Alcatraz Island el 1970-71. També fou portaveu de l'AIM del 1973 al 1979, quan la seva sogra, esposa i tres fills van morir en un incendi d'origen desconegut. Ha aparegut en films com Thunderheart (1992), Terreny perillós (1995) i Smoke Signals (1998). Va escriure Songs called poems (1982) i Stickman (1994) entre d'altres. El 1982, amb ajut de Jackson Browne, va treure el disc Tribal voice.

## Discografia
- 1983 Tribal Voice
- 1986 Original A.K.A. Graffiti Man
- 1987 ...But This Isn't El Salvador
- 1987 Heart Jump Bouquet
- 1991 Fables and Other Realities
- 1992 Child's Voice: Children of the Earth
- 1992 A.K.A. Graffiti Man
- 1994 Johnny Damas & Me
- 1999 Blue Indians
- 2001 Descendant Now Ancestor
- 2001 Bone Days (produït per l'actriu Angelina Jolie)